# Concerto Tour
Concerto Tour – trasa koncertowa Deep Purple (ósma z kolei), która odbyła się w latach 2000–2001 w Ameryce Południowej i Europie.
W 2000 ramach trasy Deep Purple towarzyszyła rumuńska orkiestra symfoniczna z Kluż-Napoka z Rumunii. Dyrygentem orkiestry był Paul Mann.
Przed rozpoczęciem trasy w 1999 Deep Purple wystąpili w londyńskiej Royal Albert Hall z London Symphony Orchestra. Ten koncert został nagrany i wydany na dwóch płytach CD oraz na DVD.

## Muzycy
- Ian Gillan – wokal prowadzący
- Steve Morse – gitara elektryczna
- Roger Glover – gitara basowa
- Ian Paice – perkusja
- Jon Lord – keyboardy
- The Backstreet Dolls – chórki
- The Rip Horns – dudy
- Ronnie James Dio – gościnny udział w niektórych koncertach.